# Ludwig Christoph Ernst Karl Baldenius
Ludwig Christoph Ernst Karl Baldenius (* 28. Januar 1799 in Hainholz; † 25. Mai 1882 in Hannover) war ein deutscher evangelischer Pastor und Theologe.

## Leben
Geboren 1799 noch während des Kurfürstentums Hannover, übernahm Ludwig Christoph Ernst Karl Baldenius zur Zeit des Königreichs Hannover im Jahr 1825 zunächst die Stellung eines Pastors in Adensen, ab 1833 dann in Marienwerder. Im Interesse für die Weiterentwicklung des damaligen Dorfes setzte sich der Geistliche dafür ein, das dem Kloster Marienwerder gehöriger Grund und Boden zur Besiedelung freigegeben wurde.
Baldenius war Mitglied des Predigervereins in der Umgebung von Hannover, der zugleich mit einer Lesegesellschaft verbunden war. Als Mitglied dieses Vereins stand er mit dem Kirchenpolitiker und Theologen Ludwig Adolf Petri in direktem Kontakt. Als gemäßigter Theologe der Spätaufklärung stand Baldenius der von Petri aktiv vertretenen Lehre von der „Erbsünde“ ablehnend gegenüber.
Erst nach beinahe einem halben Jahrhundert in Marienwerder und im Lebensalter von mehr als 80 Jahren trat Baldenius 1880 in den Ruhestand.

## Baldeniusstraße
Die 1924 im hannoverschen Stadtteil Ledeburg angelegte Baldeniusstraße ehrt den Pastor seitdem durch ihre Namensgebung.